# Cantone di Saint-Germain-du-Teil
Il Cantone di Saint-Germain-du-Teil era una divisione amministrativa dell'arrondissement di Mende.
È stato soppresso a seguito della riforma complessiva dei cantoni del 2014, che è entrata in vigore con le elezioni dipartimentali del 2015.
Comprendeva i comuni di:
- Chirac
- Les Hermaux
- Le Monastier-Pin-Moriès
- Saint-Germain-du-Teil
- Saint-Pierre-de-Nogaret
- Les Salces
- Trélans